# Estació de les Rodalies
L'Estació de les Rodalies va ser una estació de ferrocarril propietat de RENFE, i anteriorment de MZA, situada entre els barris de la Barceloneta i de la Ribera de Barcelona. L'estació es trobava annexa a l'Estació de França i era la terminal de la línia Barcelona-Mataró-Maçanet, que aleshores passava pel ramal de Marina, que resseguia la costa de la ciutat. L'edifici va ser enderrocat el 1993, quatre anys després del desmantellament del ramal. El terreny es va quedar en un solar sense edificar fins a mitjans de la dècada del 2000, quan primer s'hi va construir un hotel i, més tard, s'hi van fer habitatges.
Aquesta estació de la línia de Mataró havia substituït l'antiga terminal ferroviària que es trobava a la mateixa zona i que s'havia inaugurat el 28 d'octubre de 1848, quan es va obrir el ferrocarril de Barcelona a Mataró, la primera línia de ferrocarril de la península Ibèrica i iniciativa de l'empresari Miquel Biada i Bunyol.
L'últim tren hi va passar el 1989 i l'estació es va començar a desmantellar per cedir el terreny a la construcció de la Vila Olímpica del Poblenou per als Jocs Olímpics d'Estiu de 1992. L'estació de Poblenou i l'estació de mercaderies de Bogatell també es van desmantellar al trobar-se en el mateix ramal. L'Estació de França no va patir la mateixa mala sort, ja que el ramal de Glòries de la línia de Granollers es va acabar soterrant.